# Liste des simples traités dans le Tractatus de herbis : L-N

## L

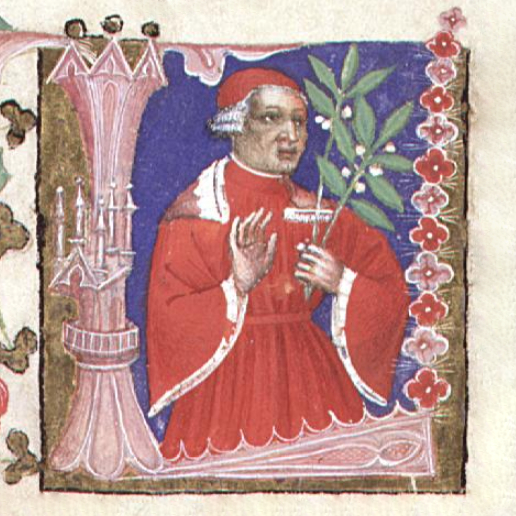
Lettrine enluminée L dans le manuscrit Cas.459.

| Chapitre Icône : lien vers l'index thématique | Illustration                                                  | Identité                          | Ouvrages : no de folio - italique : illustration seule - parenthèses : texte seul - gras : source de l'illustration du tableau | Ouvrages : no de folio - italique : illustration seule - parenthèses : texte seul - gras : source de l'illustration du tableau | Ouvrages : no de folio - italique : illustration seule - parenthèses : texte seul - gras : source de l'illustration du tableau | Source                                      |
| Chapitre Icône : lien vers l'index thématique | Illustration                                                  | Identité                          | Groupe I | Groupe II | Groupe III | Source                                      |
| --------------------------------------------- | ------------------------------------------------------------- | --------------------------------- | --- | --- | --- | ------------------------------------------- |
| De laudano                                    |                                                               | Labdanum                          | - Eg.747 : fo 51 ro/vo | | | Platearius : « De laudano »                 |
| De liquiritia                                 |                                                               | Réglisse                          | - Eg.747 : fo 51 vo | | | Platearius : « De liquiricia »              |
| De lapide lazuli                              |                                                               | Lapis-lazuli                      | - Eg.747 : fo 51 vo–52 ro | | | Platearius : « De lapide lazuli »           |
| De lilio                                      |                                                               | Lys                               | - Eg.747 : fo 52 ro | | | Platearius : « De lilio »                   |
| De litio                                      |                                                               | Lycion (d)                        | - Eg.747 : fo 52 ro/vo | | | Platearius : « De licio »                   |
| De lingua avis                                |                                                               | Langue-d'oiseau (fruit de l'Orne) | - Eg.747 : fo 52 vo | | | Platearius : « De linga avis »              |
| De linochitis                                 |                                                               | Mercuriale annuelle               | - Eg.747 : fo 52 vo–53 ro | | | Platearius : « De linochitis »              |
| De linochitis                                 | Pseudo-Apulée : « Herba mercurialis »                         | Mercuriale annuelle               | - Eg.747 : fo 52 vo–53 ro | | |                                             |
| De lapatio acuto                              |                                                               | Oseille                           | - Eg.747 : fo 53 ro | | | Platearius : « De lapacio »                 |
| De lapatio acuto                              | Pseudo-Apulée : « Herba lapatium », « Herba lapatium acutum » | Oseille                           | - Eg.747 : fo 53 ro | | |                                             |
| De litargirio                                 |                                                               | Litharge                          | - (Eg.747 : fo 53 ro/vo) | | | Platearius : « De litargiro »               |
| De lactuca                                    |                                                               | Laitue cultivée                   | - Eg.747 : fo 53 vo | | | Platearius : « De lactuca »                 |
| De lactuca                                    | Isaac Israeli : « De lactucis »                               | Laitue cultivée                   | - Eg.747 : fo 53 vo | | |                                             |
| De lactuca [sylvestri]                        |                                                               | Laitue scariole                   | - (Eg.747 : fo 53 vo–54 ro) | | | Isaac Israeli : « De lactucis »             |
| De lupinis                                    |                                                               | Lupin blanc                       | - Eg.747 : fo 53 vo–54 ro | | | Platearius : « De lupino »                  |
| De lupinis                                    | Isaac Israeli : « De lupinis »                                | Lupin blanc                       | - Eg.747 : fo 53 vo–54 ro | | |                                             |
| De lauro                                      |                                                               | Laurier vrai                      | - Eg.747 : fo 54 ro | | | Platearius : « De lauro »                   |
| De lentischo                                  |                                                               | Pistachier lentisque              | - Eg.747 : fo 54 ro/vo | | | Platearius : « De lentisco »                |
| De lenticulis                                 |                                                               | Lentille cultivée                 | - Eg.747 : fo 54 vo | | | Platearius : « De lenticula »               |
| De lenticulis                                 | Isaac Israeli : « De lenticula »                              | Lentille cultivée                 | - Eg.747 : fo 54 vo | | |                                             |
| De laureola                                   |                                                               | Daphné lauréole                   | - Eg.747 : fo 54 vo–55 ro | | | Platearius : « De laureola »                |
| De laureola                                   | Pseudo-Apulée : « Herba camedafne »                           | Daphné lauréole                   | - Eg.747 : fo 54 vo–55 ro | | |                                             |
| De levisticho                                 |                                                               | Livèche                           | - Eg.747 : fo 55 ro | | | Platearius : « De levistico »               |
| De lapide magnetis                            |                                                               | Pierre d'aimant                   | - (Eg.747 : fo 55 ro) | | | Platearius : « De lapide magnetis »         |
| De lapide agapis                              |                                                               | Pierre judaïque                   | - (Eg.747 : fo 55 ro) | | | Source non identifiée                       |
| De lapide lincis                              |                                                               | Pierre de lynx                    | - (Eg.747 : fo 55 ro) | | | Source non identifiée                       |
| De lapide armenico                            |                                                               | Pierre d'Arménie                  | - (Eg.747 : fo 55 ro) | | | Renvoi au chapitre « De lapide lazuli »     |
| De lapide spongie                             |                                                               | Pierre d'éponge                   | - (Eg.747 : fo 55 ro) | | | Source non identifiée                       |
| De lapis demonis                              |                                                               | Pierre du démon                   | - (Eg.747 : fo 55 ro) | | | Première mention connue                     |
| De lollio                                     |                                                               | Ivraie enivrante                  | - Eg.747 : fo 55 vo | | | Dioscoride alph. : « Lolium »               |
| De lollio                                     | Const. Afr., grad. : « Lolium »                               | Ivraie enivrante                  | - Eg.747 : fo 55 vo | | |                                             |
| De lollio                                     | Macer Floridus                                                | Ivraie enivrante                  | - Eg.747 : fo 55 vo | | |                                             |
| De luppulo                                    |                                                               | Houblon                           | - Eg.747 : fo 55 vo–56 ro | | | Const. Afr., panteg. : « De lupulo »        |
| De leontopodion                               |                                                               | Alchémille                        | - Eg.747 : fo 56 ro | | | Pseudo-Apulée : « Herba pedeleonis »        |
| De lactuca silvatica                          |                                                               | Laitue vireuse                    | - Eg.747 : fo 56 ro/vo | | | Pseudo-Apulée : « Herba lactuca silvatica » |
| De linosa                                     |                                                               | Lin cultivé                       | - Eg.747 : fo 56 vo | | | Dioscoride alph. : « Semen lini »           |
| De linosa                                     | Isaac Israeli : « De lini semine »                            | Lin cultivé                       | - Eg.747 : fo 56 vo | | |                                             |
| De linaria                                    |                                                               | Linaire rampante                  | - Eg.747 : fo 56 vo | | | Source non identifiée                       |
| De lenticulis [aquaticis]                     |                                                               | Petite Lentille-d'eau             | - Eg.747 : fo 56 vo | | | Dioscoride alph. : « Lenticula aque »       |
| De lingua canis                               |                                                               | Langue-de-chien                   | - Eg.747 : fo 57 ro | | | Pseudo-Apulée : « Herba lingua canis »      |
| De lingua canis                               | Source non identifiée                                         | Langue-de-chien                   | - Eg.747 : fo 57 ro | | |                                             |
| De lingua yrcina                              |                                                               | Langue-de-bouc (Vipérine commune) | - Eg.747 : fo 57 ro | | | Dioscoride alph. : « Crision »              |
| De lacca                                      |                                                               | Gomme-laque                       | - (Eg.747 : fo 57 ro) | | | Const. Afr., grad. : « Lacca »              |
| De lanceolata                                 |                                                               | Plantain lancéolé                 | - Eg.747 : fo 57 vo | | | Dioscoride alph. : « Arnoglossos »          |
| De lactuca leporina                           |                                                               | Pissenlit officinal               | - Eg.747 : fo 57 vo | | | Pseudo-Apulée : « Herba lactuca leporina »  |
| De lactuca leporina                           | Source non identifiée                                         | Pissenlit officinal               | - Eg.747 : fo 57 vo | | |                                             |
| De lepidos calce                              |                                                               | Écailles de cuivre                | - (Eg.747 : fo 57 vo) | | | Dioscoride alph. : « Lepida »               |
| De lappacioli                                 |                                                               | Lampourde glouteron               | - Eg.747 : fo 57 vo | | | Première mention connue                     |

## M

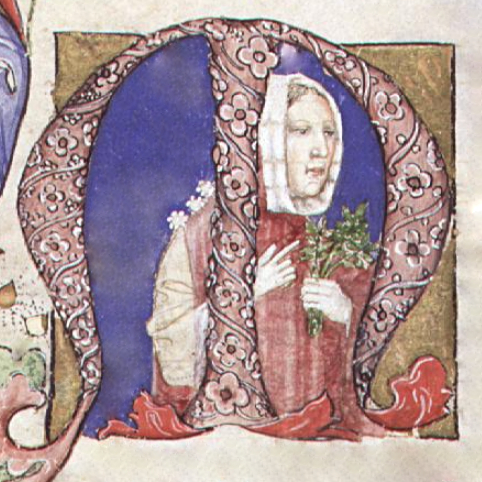
Lettrine enluminée M dans le manuscrit Cas.459.

| Sommaire : | - Article - Index - A - B - C - D - E - F - G - H - I - K - L - M - N - O - P - R - S - T - V - X - Z - Notes - Annexes |

| Chapitre Icône : lien vers l'index thématique | Illustration                             | Identité                | Ouvrages : no de folio - italique : illustration seule - parenthèses : texte seul - gras : source de l'illustration du tableau | Ouvrages : no de folio - italique : illustration seule - parenthèses : texte seul - gras : source de l'illustration du tableau | Ouvrages : no de folio - italique : illustration seule - parenthèses : texte seul - gras : source de l'illustration du tableau | Source                                   |
| Chapitre Icône : lien vers l'index thématique | Illustration                             | Identité                | Groupe I | Groupe II | Groupe III | Source                                   |
| --------------------------------------------- | ---------------------------------------- | ----------------------- | --- | --- | --- | ---------------------------------------- |
| De mirta                                      |                                          | Myrte commun            | - Eg.747 : fo 58 ro | | | Platearius : « De mirta »                |
| De manna                                      |                                          | Manne                   | - (Eg.747 : fo 58 ro/vo) | | | Platearius : « De manna »                |
| De mellilotum                                 |                                          | Mélilot officinal       | - Eg.747 : fo 58 vo | | | Platearius : « De melliloto »            |
| De malva                                      |                                          | Mauve                   | - Eg.747 : fo 58 vo | | | Platearius : « De malva »                |
| De malvaeviscus                               |                                          | Grande Mauve            | - (Eg.747 : fo 58 vo–59 ro) | | | Platearius : « De malva »                |
| De malvaeviscus                               | Pseudo-Apulée : « Herba malva erratica » | Grande Mauve            | - (Eg.747 : fo 58 vo–59 ro) | | |                                          |
| De malva ortense                              |                                          | Guimauve officinale     | - Eg.747 : fo 59 ro | | | Pseudo-Apulée : « Herba malva erratica » |
| De malva ortense                              | Macer Floridus                           | Guimauve officinale     | - Eg.747 : fo 59 ro | | |                                          |
| De mastix                                     |                                          | Mastic                  | - (Eg.747 : fo 59 ro/vo) | | | Platearius : « De mastice »              |
| De menta                                      |                                          | Menthe                  | - Eg.747 : fo 59 vo–60 ro | | | Platearius : « De menta »                |
| De menta romana                               |                                          | Calament népéta         | - Eg.747 : fo 60 ro | | | Platearius : « De menta »                |
| De menta romana                               | Source non identifiée                    | Calament népéta         | - Eg.747 : fo 60 ro | | |                                          |
| De mentastrum                                 |                                          | Menthe sylvestre        | - Eg.747 : fo 60 ro/vo | | | Platearius : « De menta »                |
| De mentastrum                                 | Pseudo-Apulée : « Herba mentastrum »     | Menthe sylvestre        | - Eg.747 : fo 60 ro/vo | | |                                          |
| De margaritis                                 |                                          | Perle                   | - Eg.747 : fo 60 vo | | | Platearius : « De margarita »            |
| De mumia                                      |                                          | Momie                   | - Eg.747 : fo 60 vo | | | Platearius : « De mummia »               |
| De mandragora                                 |                                          | Mandragore              | - Eg.747 : fo 60 vo–61 ro | | | Platearius : « De mandragora »           |
| De meu                                        |                                          | Fenouil des Alpes       | - Eg.747 : fo 61 ro/vo | | | Platearius : « De meu »                  |
| De mela citonia                               |                                          | Coing                   | - Eg.747 : fo 61 vo–62 ro | | | Platearius : « De malis citoniis »       |
| De malorum granatorum                         |                                          | Grenade                 | - Eg.747 : fo 62 ro | | | Platearius : « De malis granatis »       |
| De mala matiana                               |                                          | Pomme sauvage           | - Eg.747 : fo 62 ro/vo | | | Platearius : « De malis macianis »       |
| De marrubium                                  |                                          | Marrube blanc           | - Eg.747 : fo 62 vo | | | Platearius : « De marrubio »             |
| De marrubium                                  | Pseudo-Apulée : « Herba marrubium »      | Marrube blanc           | - Eg.747 : fo 62 vo | | |                                          |
| De malabatrum                                 |                                          | Malobathre (en)         | - (Eg.747 : fo 62 vo) | | | Platearius : « De malabatro »            |
| De melle                                      |                                          | Miel                    | - Eg.747 : fo 62 vo–63 ro | | | Platearius : « De melle »                |
| De musco                                      |                                          | Musc                    | - Eg.747 : fo 63 ro/vo | | | Platearius : « De musco »                |
| De mirobalanis                                |                                          | Myrobolan               | - (Eg.747 : fo 63 vo–64 ro) | | | Platearius : « De mirabolanis »          |
| De macis                                      |                                          | Macis                   | - Eg.747 : fo 64 ro | | | Platearius : « De maci »                 |
| De mirra                                      |                                          | Myrrhe                  | - (Eg.747 : fo 64 ro) | | | Platearius : « De mirra »                |
| [De milio]                                    |                                          | Millet commun           | - (Eg.747 : fo 64 ro) | | | Isaac Israeli : « De milio »             |
| De maiorana                                   |                                          | Marjolaine              | - Eg.747 : fo 64 ro/vo | | | Platearius : « De maiorana »             |
| De melissa                                    |                                          | Mélisse officinale      | - Eg.747 : fo 64 vo | | | Platearius : « De melissa »              |
| De moris                                      |                                          | Mûre                    | - Eg.747 : fo 64 vo–65 ro | | | Platearius : « De moris »                |
| De matrisilva                                 |                                          | Chèvrefeuille           | - Eg.747 : fo 65 ro | | | Source non identifiée                    |
| De macedonicis                                |                                          | Maceron                 | - Eg.747 : fo 65 ro/vo | | | Source non identifiée                    |
| De morsus diaboli                             |                                          | Mors-du-Diable          | - Eg.747 : fo 65 vo | | | Première mention connue                  |
| De muscata herba                              |                                          | Géranium Herbe à Robert | - Eg.747 : fo 65 vo–66 ro | | | Source non identifiée                    |
| De muscata herba                              | Bec-de-grue musqué                       |                         | - Eg.747 : fo 65 vo–66 ro | | | Source non identifiée                    |
| De millefolium                                |                                          | Achillée millefeuille   | - Eg.747 : fo 66 ro | | | Dioscoride alph. : « Miriofillos »       |
| De millefolium                                | Pseudo-Apulée : « Herba millefolium »    | Achillée millefeuille   | - Eg.747 : fo 66 ro | | |                                          |
| [De musa]                                     |                                          | Banane plantain         | - (Eg.747 : fo 66 ro) | | | Isaac Israeli : « De musa »              |
| [De musa]                                     | Source non identifiée                    | Banane plantain         | - (Eg.747 : fo 66 ro) | | |                                          |
| De melongiano                                 |                                          | Aubergine               | - Eg.747 : fo 66 ro | | | Source non identifiée                    |
| De melongiano                                 | Isaac Israeli : « De melongianis »       | Aubergine               | - Eg.747 : fo 66 ro | | |                                          |
| De mercuriali                                 |                                          | Mercuriale annuelle     | - (Eg.747 : fo 66 vo) | | | Renvoi au chapitre « De linochitis »     |
| De melonis Palestine                          |                                          | Pastèque                | - Eg.747 : fo 66 vo | | | Isaac Israeli : « De melonibus »         |

## N

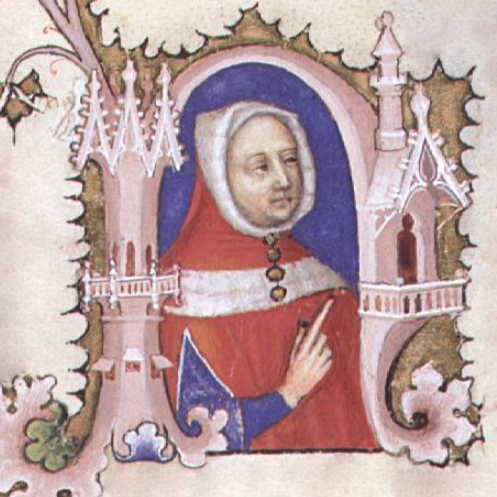
Lettrine enluminée N dans le manuscrit Cas.459.

| Sommaire : | - Article - Index - A - B - C - D - E - F - G - H - I - K - L - M - N - O - P - R - S - T - V - X - Z - Notes - Annexes |

| Chapitre Icône : lien vers l'index thématique | Illustration | Identité             | Ouvrages : no de folio - italique : illustration seule - parenthèses : texte seul - gras : source de l'illustration du tableau | Ouvrages : no de folio - italique : illustration seule - parenthèses : texte seul - gras : source de l'illustration du tableau | Ouvrages : no de folio - italique : illustration seule - parenthèses : texte seul - gras : source de l'illustration du tableau | Source                              |
| Chapitre Icône : lien vers l'index thématique | Illustration | Identité             | Groupe I | Groupe II | Groupe III | Source                              |
| --------------------------------------------- | ------------ | -------------------- | --- | --- | --- | ----------------------------------- |
| De nasturcio                                  |              | Cresson de fontaine  | - Eg.747 : fo 66 vo–67 ro | | | Platearius : « De nasturcio »       |
| [De nasturcio agresti]                        |              | Passerage des champs | - Eg.747 : fo 67 ro | | | Première mention connue             |
| De nitro                                      |              | Nitre                | - (Eg.747 : fo 67 ro) | | | Platearius : « De nitro »           |
| De nenufar                                    |              | Nénuphar blanc       | - Eg.747 : fo 67 ro/vo | | | Platearius : « De nenuphare »       |
| De nux muscata                                |              | Noix de muscade      | - Eg.747 : fo 67 vo | | | Platearius : « De nuce muscata »    |
| De nux indica                                 |              | Noix de coco         | - Eg.747 : fo 67 vo–68 ro | | | Platearius : « De nuce indica »     |
| De nux sciarca                                |              | Maniguette           | - Eg.747 : fo 68 ro | | | Source non identifiée               |
| De nux vomica                                 |              | Noix vomique         | - Eg.747 : fo 68 ro/vo | | | Platearius : « De nuce vomica »     |
| [De nucibus]                                  |              | Noix                 | - (Eg.747 : fo 68 ro) | | | Isaac Israeli : « De nucibus »      |
| De nigella                                    |              | Nigelle de Damas     | - Eg.747 : fo 68 vo | | | Platearius : « De nigella »         |
| De narcisco                                   |              | Lis maritime         | - Eg.747 : fo 68 vo–69 ro | | | Pseudo-Apulée : « Herba narcissus » |
| De nespilis                                   |              | Nèfle                | - Eg.747 : fo 69 ro | | | Isaac Israeli : « De mespilis »     |